# Металлинвестбанк
Металлинвестбанк — крупный российский коммерческий банк. Полное наименование — Акционерный коммерческий банк «Металлургический инвестиционный банк» (Публичное акционерное общество).
24 февраля 2023 года, из-за вторжения России на Украину, банк внесен в санкционный список США, Украины и Великобритании.

## История
«Металлинвестбанк» был создан в августе 1993 году по инициативе Комитета по металлургии РФ. Учредителями банка выступили ведущие предприятия металлургического комплекса России: «Северсталь», НЛМК, Челябинский металлургический комбинат, Тулачермет и пр. В 2012 году 100-процентный пакет акций банка был приобретен ЗАО «ОМК-Сервис».

## Собственники и руководство
Акционеры банка:
- АО «ОМК-Сервис» — 100 % (владельцы — ООО «БизнесОптима», 39,33 %; А. М. Седых — 60,67 %).

Председатель правления — Татьяна Кузьмич.

## Деятельность
Банк имеет филиалы в Выксе, Нижнем Новгороде, Новосибирске и Перми, операционные офисы в Ярославле, Липецке, Воронеже, Борисоглебске, Россоши, Владимире, Муроме, Арзамасе, Кстово, Навашино, Чебоксарах, Кунгуре, Лысьве, Чусовом, Белгороде.
Банк является лидером по торговле валютами на ММВБ и ведущим оператором срочного рынка, входит в 30 лидеров по оборотам РТС и ММВБ на рынке ценных бумаг. 

### Рейтинговые оценки
- Рейтинговое агентство АКРА в 2018 году присвоило банку рейтинговую оценку BBB+(RU) со стабильным прогнозом. Рейтинг был подтверждён в 2019 году, в 2020 году повышен до A-(RU), в 2024 - до A(RU)[5].
- «Национальное рейтинговое агентство» присвоило банку индивидуальный рейтинг, соответствующий группе надежности «АA-» — очень высокая кредитоспособность, третий уровень.
- Рейтинговое агентство Национальные кредитные рейтинги (НКР) в 2020 году присвоило «Металлинвестбанку» рейтинговую оценку A-.ru со стабильным прогнозом. Рейтинг ежегодно подтверждался, в 2023 повышен до A.ru и подтверждён на этом уровне в 2024[6] и 2025[7] годах.
- Рейтинговое агентство «Эксперт РА» в 2027 году присвоило банку оценку ruBBB со стабильным прогнозом, в 2018-2019 годах рейтинг подтверждался, затем в 2019 был отозван[8].

### Финансовые результаты
На 01.01.18 активы банка по данным РСБУ составили 72 277 млн.руб, собственный капитал (Базель III) составил 10 437 млн руб., чистая прибыль — 1 089 млн.руб. Достаточность капитала — 12,6 %.
Согласно данным по МСФО активы банка на 01.01.18 — 74 616 млн.руб., капитал — 9 340 млн.руб, чистая прибыль — 1 390 млн.руб. Достаточность капитала — 13,5 %.

### Хакерская атака
Неизвестные вывели более 677 млн рублей со счетов «Металлинвестбанка», сообщает РИА Новости со ссылкой на источник в правоохранительных органах в субботу, 5 марта 2016 года. Администрация банка полагает, что счета атаковали хакеры, и обратилась в полицию.